# Genista salsoloides
Teline salsoloides
Espèce
Statut de conservation UICN

 CR  : 
En danger critique
Classification phylogénétique
Genista salsoloides (ou Teline salsoloides) est une espèce de plantes à fleurs de la famille des Fabaceae. C'est un genêt endémique des îles Canaries et considéré comme en danger critique d'extinction.

## Galerie photos

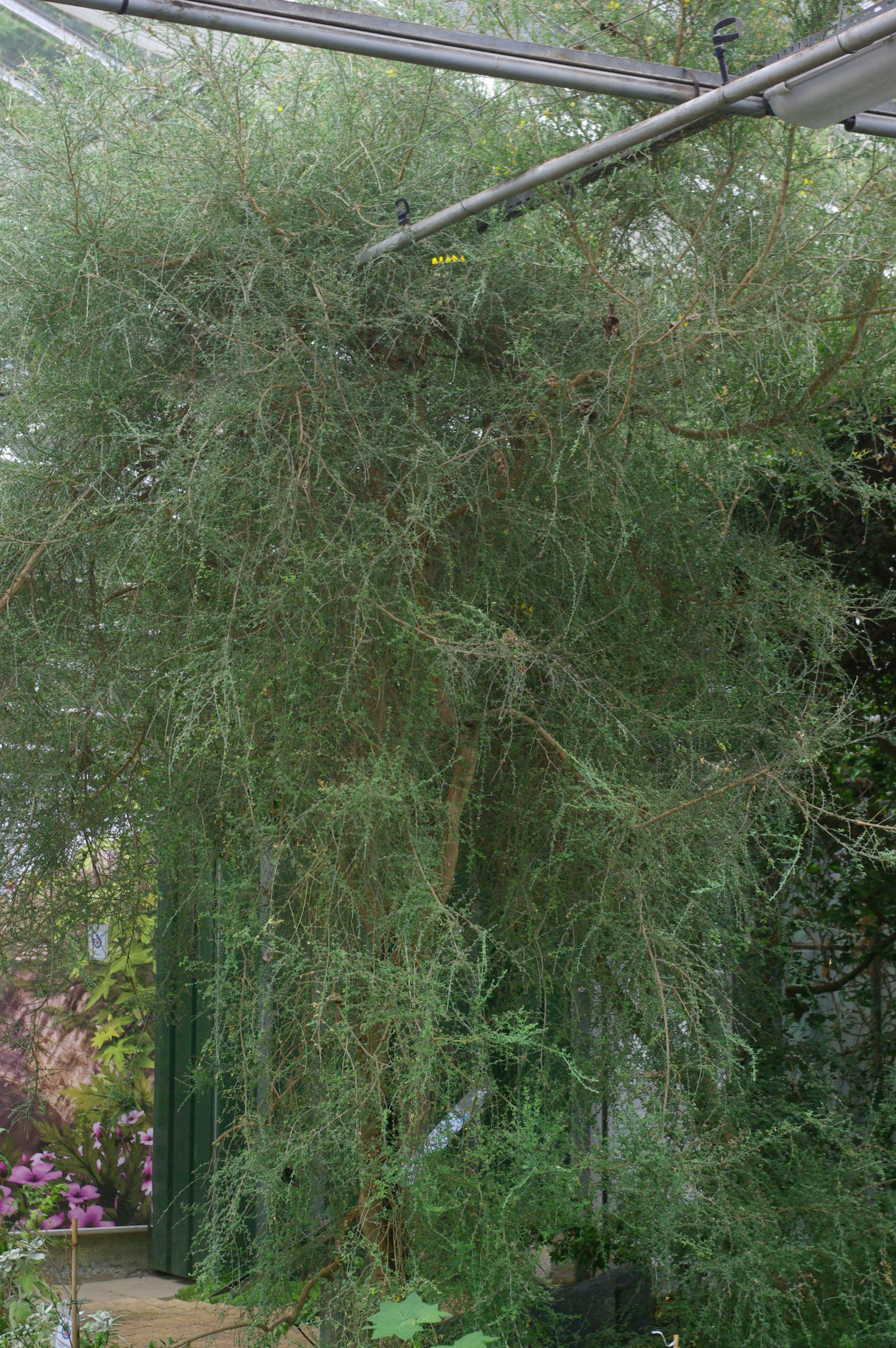
Plant de Genista sous serre.
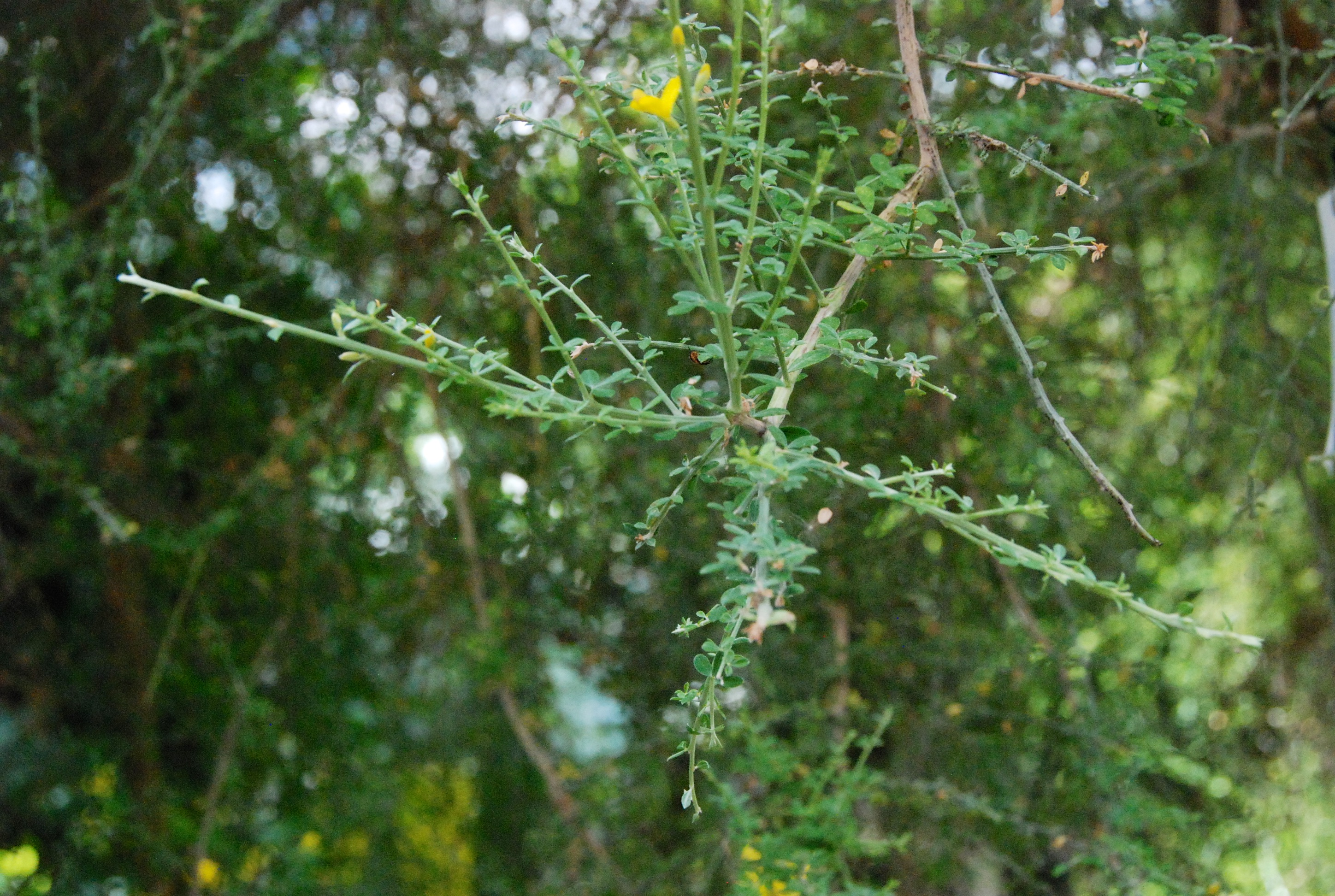
Branche.
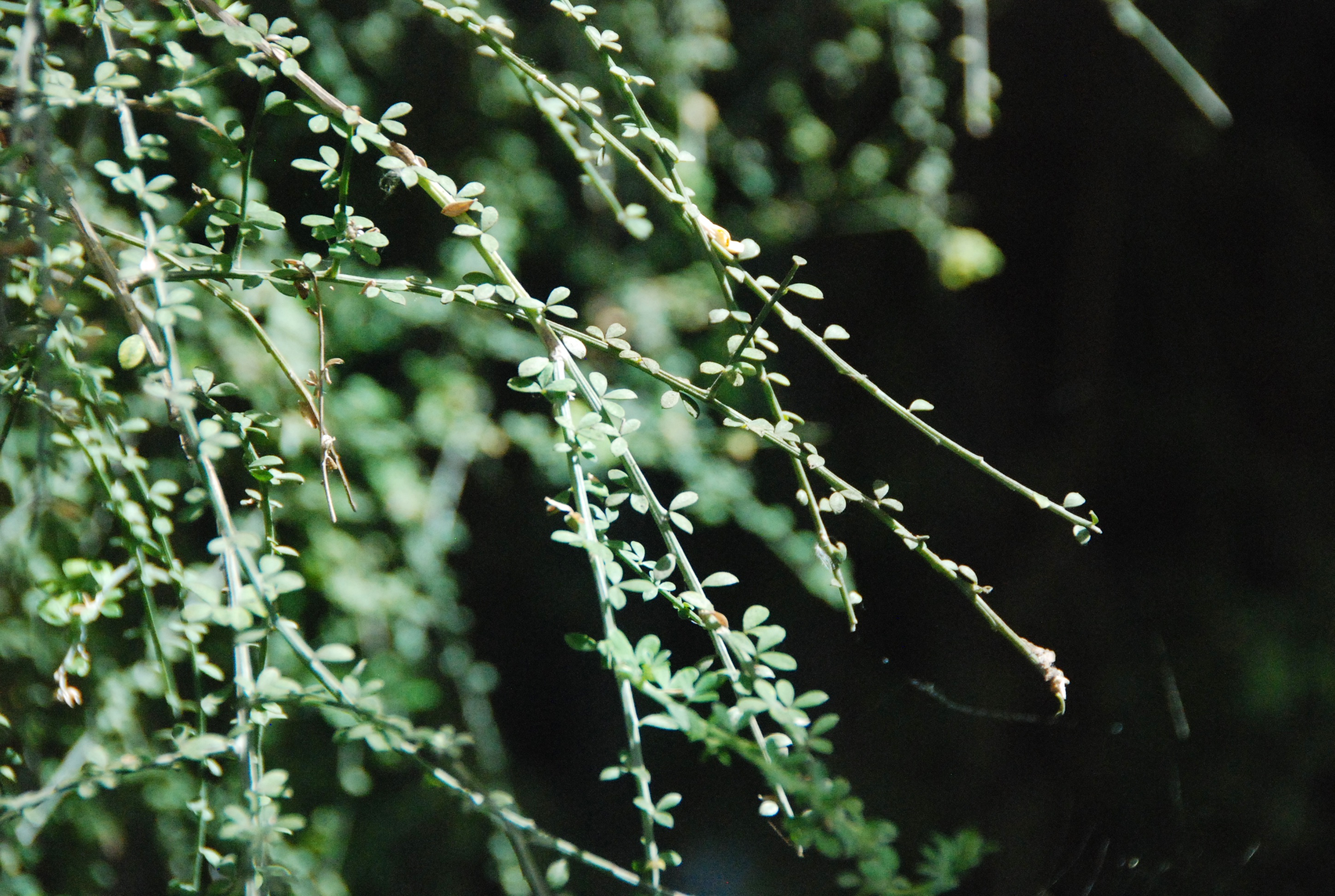
Détail d'une branche.
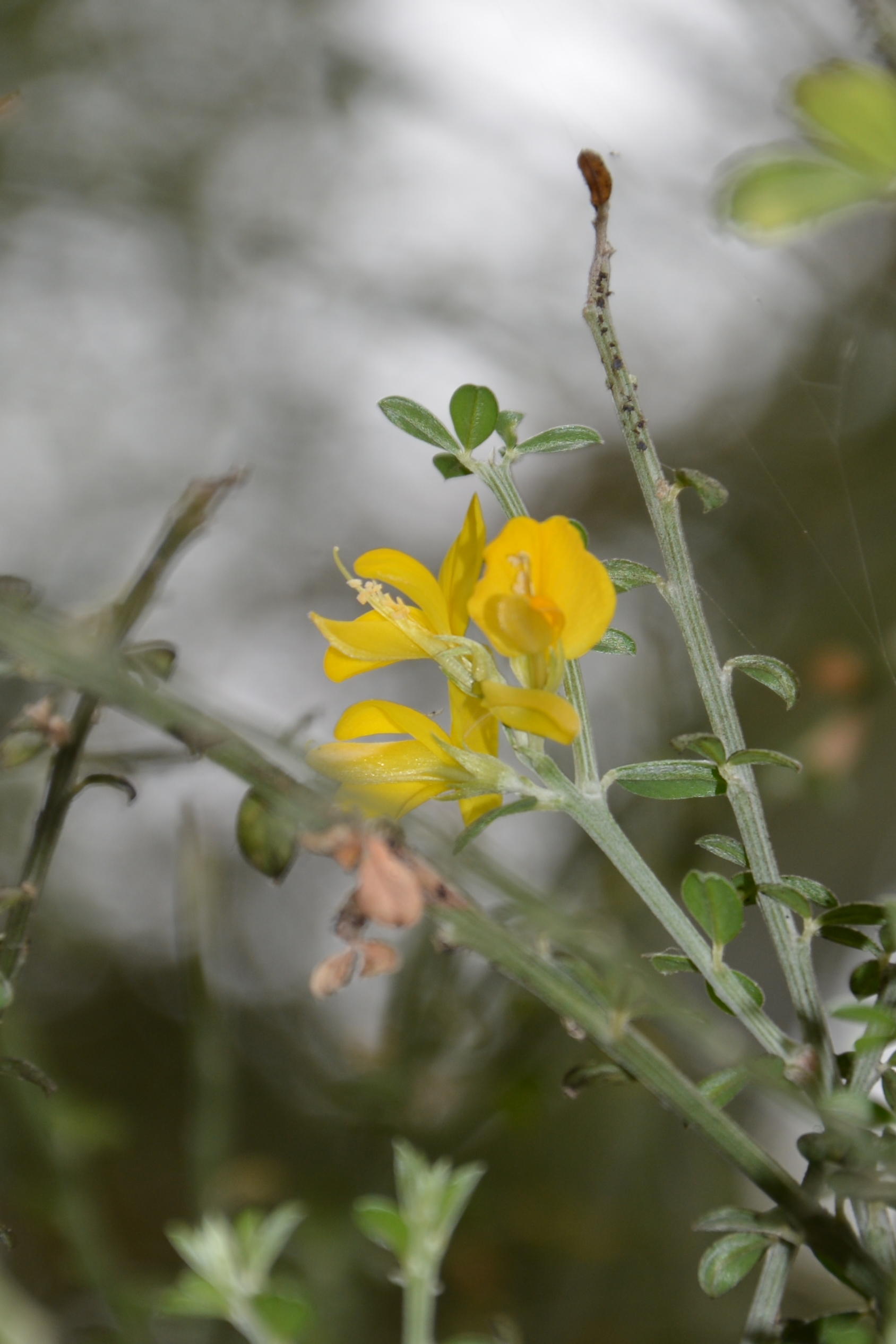
Feuille.
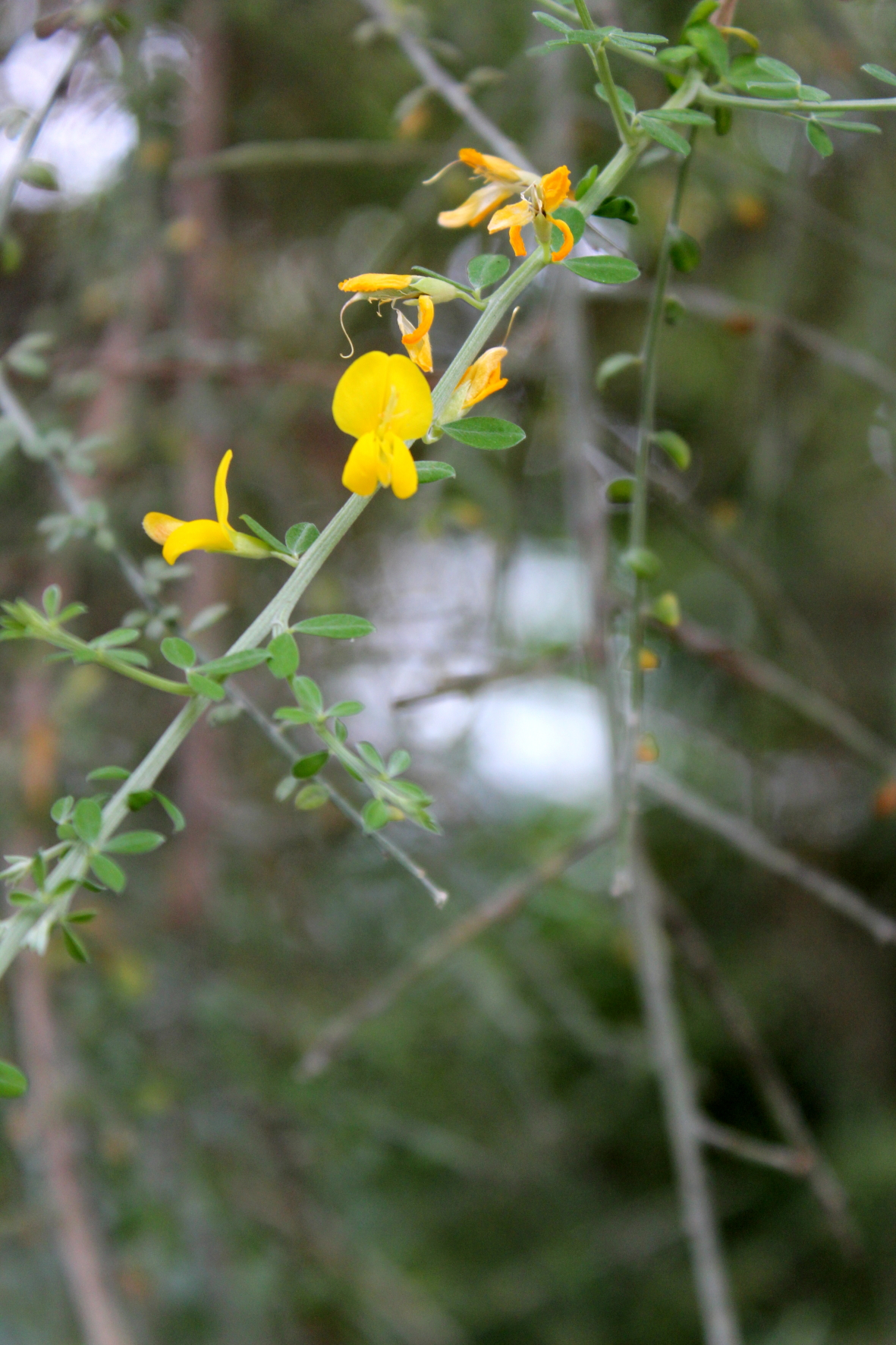
Fleur.
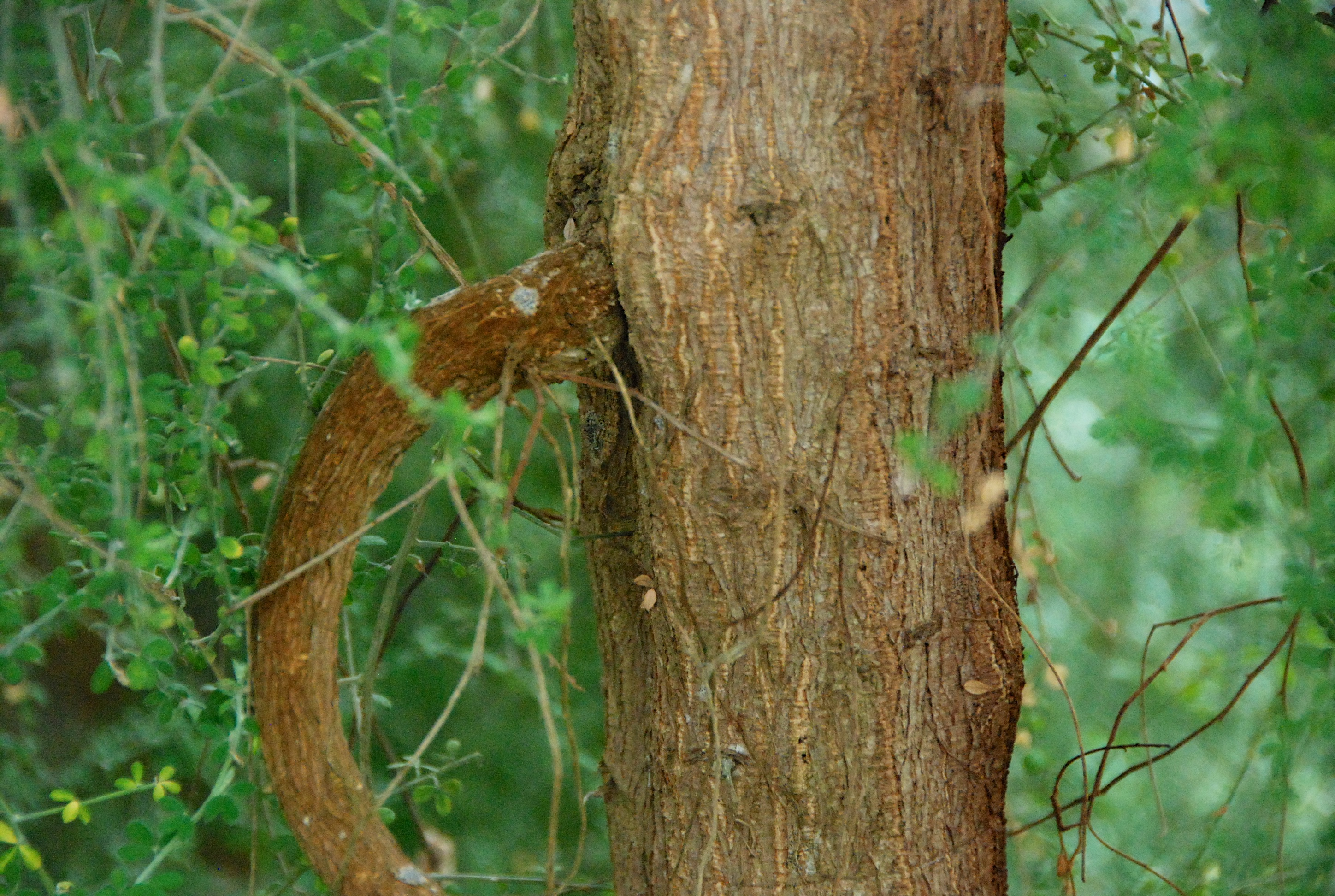
Tronc.